# Friedrich Schelling
Friedrich Wilhelm Joseph von Schelling (Leonberg, 27 gennaio 1775 – Bad Ragaz, 20 agosto 1854) è stato un filosofo tedesco, uno dei tre grandi esponenti dell'idealismo tedesco, storicamente collocato tra Johann Gottlieb Fichte, suo mentore nei primi anni, e Georg Wilhelm Friedrich Hegel, suo amico all'università e poi rivale.
Il pensiero di Schelling, difficilmente definibile in un quadro unitario per la sua continua evoluzione, prosegue da quello di Kant e Fichte. La sua filosofia della natura, oscurata per parecchio tempo dall'ascesa di Hegel, è stata recentemente riscoperta. Per l'importanza attribuita all'arte come punto di fusione tra natura e spirito, il suo Idealismo è anche detto estetico.

## Biografia
Schelling nacque a Leonberg, in Germania, da un colto pastore protestante. Ragazzo precoce, gli fu concesso di entrare a soli quindici anni nel Tübinger Stift, il seminario di Tubinga, dove studiò teologia assieme a Friedrich Hölderlin e Georg W. F. Hegel, coi quali si legò in amicizia. L'entusiasmo suscitato in lui dal rinnovamento culturale che sembrava innescato dal pensiero kantiano e dalla rivoluzione francese, lo spinse ad accogliere e assimilare rapidamente la filosofia di Fichte.
Nel 1796 si trasferì come precettore a Lipsia, dove si occupò di scienze naturali. Il successo delle sue prime opere gli fece ottenere nel 1798 una cattedra a Jena, dove frequentò il circolo romantico legandosi ai maggiori esponenti del Romanticismo: Goethe, Novalis, Schiller, Hölderlin, i fratelli Wilhelm e Friedrich Schlegel, e Fichte, della cui cattedra diventò ben presto il successore, dopo che quest'ultimo era stato costretto alle dimissioni perché accusato di ateismo. Sempre a Jena Schelling ritrovò anche Hegel; insieme, i due collaborarono alla pubblicazione del Giornale critico della filosofia. All'interno del circolo romantico Schelling conobbe Caroline Michaelis, sposata con Wilhelm August von Schlegel, ma da cui ella si separerà per diventare sua moglie.

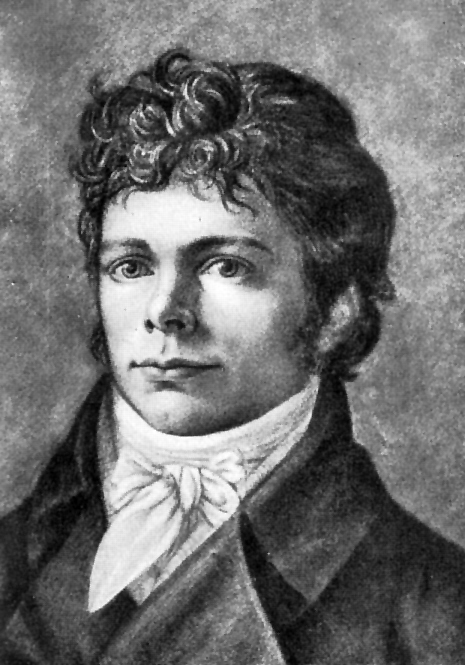
Schelling ritratto nel 1800 circa

Cominciarono intanto a manifestarsi gravi dissapori e polemiche con Fichte, dovute più che altro all'incapacità di ciascuno dei due di comprendere il punto di vista dell'altro.
Dopo aver ottenuto un'altra cattedra a Würzburg, nel 1806 Schelling si trasferì a Monaco, dove maturò una svolta profonda nella sua filosofia, a cui contribuirono vari eventi: l'incontro con Baader, che gli fece conoscere il pensiero di Böhme, la morte di Caroline, gli attacchi alla sua filosofia da parte di Hegel, Jacobi e altri, ma anche esigenze interne al suo percorso filosofico. Dopo il 1809 si isolò in un lungo silenzio, impegnandosi nella stesura di un'opera mai conclusa, Le età del mondo. Nel 1812 sposò Paulina Gotter, che gli resterà sempre accanto e gli darà sei figli. Dal 1821 Schelling insegnò a Erlangen, e dal 1826 di nuovo a Monaco, dove l'anno seguente terrà le Lezioni monachesi sulla storia della filosofia moderna. Nel 1841 venne chiamato alla cattedra di Berlino che era stata di Hegel. Qui, dove ebbe tra i suoi uditori anche Kierkegaard, sviluppò l'ultima fase del suo pensiero, in aperta polemica contro l'idealismo hegeliano, richiamandosi al primato ontologico dell'esistenza attraverso l'auto-negazione della ragione dialettica. Suscitò grande attrazione, ma i suoi appelli ebbero un'eco poco riconosciuta, offuscato dal successo crescente di Hegel. Ritiratosi definitivamente dall'insegnamento, morì quasi dimenticato a Bad Ragaz, in Svizzera, il 20 agosto 1854.

## L'Idealismo estetico
Schelling si occupò inizialmente soprattutto di Immanuel Kant e Johann Gottlieb Fichte.
La sua prima dissertazione, L'io come principio della Filosofia (1795), era molto vicina alle idee di Fichte. Schelling mantiene infatti il motivo fichtiano del primato della filosofia pratica, come attività articolata in tre momenti: espansione creativa e infinita dell'Io, produzione inconscia di un limite che vi si contrappone, presa di coscienza e superamento di una tale auto-limitazione tramite l'agire etico; Schelling le dà però una diversa connotazione, nella quale anche il momento del non-Io viene valorizzato. Non più solo l'idealismo, ma anche il realismo viene dunque giustificato, nel tentativo di dare organicità e coerenza al kantismo su un piano ontologico. Influenzato da Spinoza, finisce così per conciliare il criticismo con il dogmatismo: questi due sistemi filosofici, che a prima vista sembrano inconciliabili, sono in realtà convergenti, perché l'uno parte dal soggetto, l'altro dall'oggetto, mirando entrambi al loro punto di unione. Ma partendo ciascuno da un punto di vista unilaterale, rischiano di smarrire il principio ad esso complementare: soggetto e oggetto infatti sono una realtà sola, visibile ora in un verso, ora nell'altro, ma comunque non scomponibile. Dialetticamente infatti un soggetto è tale solo in rapporto a un oggetto, e viceversa.

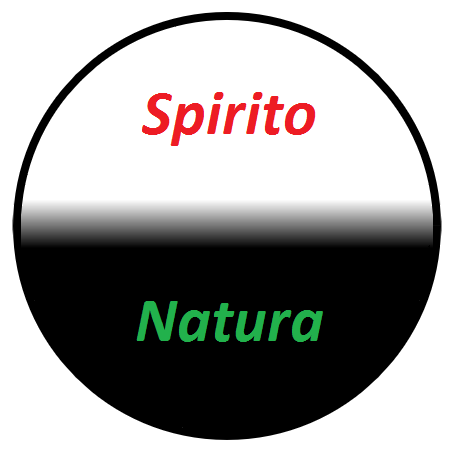
L'Assoluto come unione di Spirito e Natura

Compito della filosofia è allora raggiungere l'Assoluto, inteso alla maniera di Plotino, Cusano e Bruno, come l'Uno nel quale gli opposti coincidono, e situato al di là del processo conoscitivo, cioè di quella conoscenza puramente teoretica che in quanto tale comporta opposizione con l'oggetto reale della propria indagine ed è perciò limitata e finita. L'Assoluto è inconoscibile perché conoscere significa collegare, relazionare qualcosa con altro da sé; ma poiché l'Assoluto ha già tutto dentro, non ha un termine di riferimento esterno con cui possa relazionarsi; tuttavia va ammesso, con un'autocoscienza immediata che è la fichtiana intuizione intellettuale, perché altrimenti si rimane nella contrapposizione di soggetto e oggetto, che è una contraddizione logica. La reciproca complementarità di questi due termini opposti, però, si realizza come piena identità solo nell'azione pratica, mentre sul piano teorico si resta nel dualismo tra criticismo e dogmatismo, e il finito può accedere all'infinito solo negando se stesso.
Il motivo di questa antitesi tra identità e dualismo, teoria e pratica, finito e infinito, costituisce secondo Schelling il problema centrale di ogni filosofia. Per superarlo, come spiega nel Panorama della più recente letteratura filosofica, occorre postulare che l'assoluto non sia né infinito, né finito, bensì l'originaria unione dell'infinità e della finitezza: il soggetto infatti, cioè lo Spirito infinito, è pura attività soggettiva, ma un'attività è tale solo in quanto produce un'azione, cioè si fa oggetto. E a sua volta l'oggetto, che è spinozianamente la natura, ha bisogno di un soggetto o una ragione che lo ponga. Così da un lato lo Spirito, conoscendo se stesso, risulta condizionato da se stesso, e perciò si auto-limita, diventando finito; d'altra parte, nella sua attività è al tempo stesso incondizionato, non avendo nulla fuori di sé. Lo Spirito si riflette nella Natura che è dunque spirito «pietrificato», irrigidito. La loro unione immediata è il vero Assoluto, in quanto ha in sé la soggettività e l'oggettività, l'essere e il pensiero, il finito e l'infinito, spirito e materia, attività e passività; esso è l'Indifferenza di Natura e Ragione.

### La filosofia della Natura

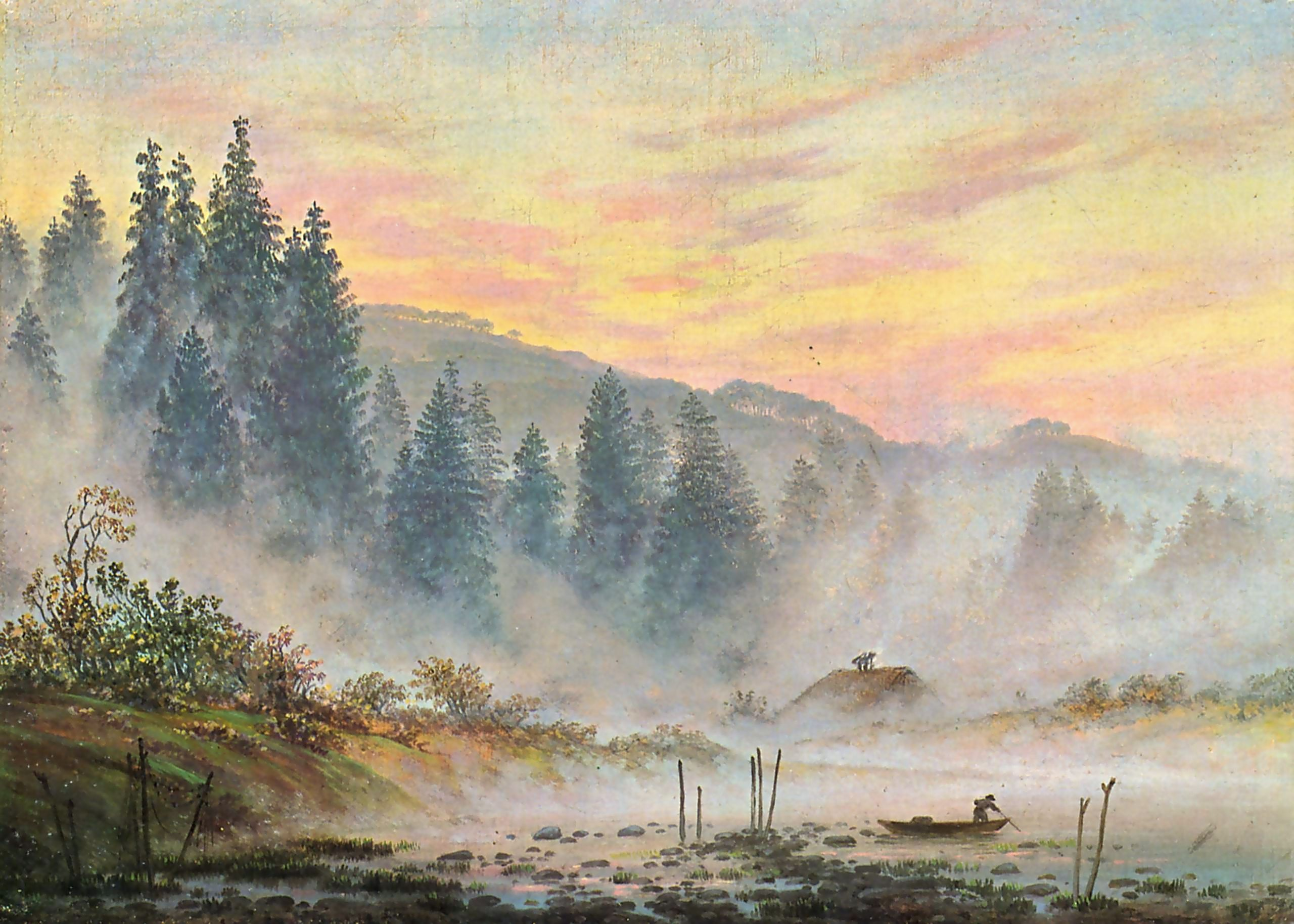
Il Mattino, dipinto dell'artista romantico Caspar David Friedrich

Schelling muove quindi alla ricerca della struttura ontologica dell'Assoluto, che in Fichte restava invece irraggiungibile. L'attenzione viene rivolta allo spirito oggettivato, che è «lo specchio finito dell'infinito»: la natura. Tale oggettivazione è pur sempre spirito, e quindi un assoluto che ha le stesse qualità dell'Io, però è inconscio e in quanto oggettivato si rende indipendente. La scienza della natura o Naturphilosophie deve dunque possedere in sé il suo proprio principio (da osservare con le sue discipline quali chimica e fisica), si costituisce cioè in scienza autonoma rescindendo la dipendenza dall'Io fichtiano. Ciò comporta che la natura non può essere un semplice meccanismo eterònomo (soggetto a leggi esterne), ma va concepita come una vita retta interiormente da una profonda unità: come un organismo vivente. Riprendendo un'antica immagine plotiniana, Schelling chiama «anima del mondo» (Weltseele) la forza unitaria che muove la natura.

Poiché l'unità è tale sempre solo in rapporto a un'opposizione, in quanto cioè unifica un dualismo (quale era la dinamica io/non-io), ciò deve valere anche per lo spirito inconscio o natura, nel quale è presente così una polarità, principio attestato anzitutto dal magnetismo e dall'elettricità. Nella sua visione di totalità della natura, che era propria della filosofia rinascimentale, e recuperata in particolare da Giordano Bruno (al quale Schelling dedicherà uno scritto, Bruno del 1802), è compreso anche l'uomo, che rappresenta il vertice, il punto di passaggio in cui lo spirito inconscio oggettivato prende coscienza di sé. Si tratta di una concezione della natura antitetica al meccanicismo determinista, perché in essa non sono le singole parti a formare e spiegare il tutto, ma, al contrario, è a partire dall'autocoscienza intelligente che è possibile comprendere i gradi inferiori, i quali sono solo aspetti o limitazioni dell'unico organismo universale: nella natura vi è un'intenzionalità, un evoluzionismo finalistico che la fa passare dagli organismi più semplici a quelli più complessi. La natura, dice Schelling, è un'«intelligenza sopita», uno «spirito in potenza». Scrive ad esempio: 
La scienza della natura toccherebbe il massimo della perfezione se giungesse a spiritualizzare perfettamente tutte le leggi naturali in leggi dell’intuizione e del pensiero. I fenomeni (il materiale) debbono scomparire interamente, e rimanere soltanto le leggi (il formale). Accade perciò che quanto più nel campo della natura stessa balza fuori la legge, tanto più si dissipa il velo che l'avvolge, gli stessi fenomeni si rendono più spirituali ed infine spariscono del tutto. I fenomeni ottici non sono altro che una geometria, le cui linee sono tracciate per mezzo della luce, e questa luce stessa è già di dubbia materialità. Nei fenomeni del magnetismo scompare ogni traccia materiale, e dei fenomeni di gravitazione non rimane altro che la loro legge, la cui estrinsecazione in grande è il meccanismo dei movimenti celesti. Una teoria perfetta della natura sarebbe quella per cui la natura tutta si risolvesse in un'intelligenza.»
(Friedrich Schelling, Sistema dell'Idealismo trascendentale, Introduzione, 1800)
Questa finalità della natura è risaltata dall'introduzione del concetto di potenza, col quale Schelling designa i tre diversi momenti del rapporto di identità tra realtà e idea:
1. il regno dell'inorganico, stadio della realtà, al quale appartengono le tre forze del magnetismo, dell'elettricità e del chimismo (inteso come attività chimica dei corpi, e non semplice descrizione di caratteristiche infratomiche);[13]
2. da quest'ultima, che sta alla base del galvanismo,[12] attraverso l'energia dell'ossidazione liberata dalla combustione chimica,[12] la natura passa al secondo livello, quello della luce, considerato il momento dell'idealità, in quanto nella luce essa in un certo senso prende coscienza di sé;
3. la terza potenza, unificatrice delle prime due, è il mondo organico, retto dalle tre forze della sensibilità, eccitabilità e riproduzione, al vertice del quale, come si è detto, c'è l'uomo.[14]

I principi fondamentali che reggono la Natura possono essere così sintetizzati:
- Polarità: ogni grado della natura è costituito da una coppia antitetica ma complementare;
- Coesione: l'interazione delle forze che mirano a riequilibrarsi;
- Metamorfosi: la trasformabilità degli elementi gli uni negli altri;
- Potenza: ogni grado della scala evolutiva è il risultato della trasformazione dal suo precedente;
- Analogia: l'affinità dei fenomeni, con la quale Schelling abilmente utilizza e generalizza alcune importanti scoperte scientifiche del suo tempo.

In questa prima fase del suo pensiero però Schelling rifiuta il principio della forza vitale intesa come origine sconosciuta e oscura delle forze organiche, poiché vi vedeva un'affinità con l'inconoscibilità kantiana della cosa in sé.

### L'idealismo trascendentale
Come la natura si evolve verso il principio intelligente, così lo Spirito percorre il processo inverso, che si attua nella Storia: nel Sistema dell'idealismo trascendentale Schelling affronta così la "filosofia della coscienza", parallela alla filosofia della natura, ricostruendo le attività dell'Io, al quale si accede soltanto con un'intuizione immediata e interna, poiché esso non è un semplice sapere oggettivabile dall'esterno, ma è un sapere del sapere.
- La prima epoca di sviluppo della Coscienza è il momento dell'oggettività nel quale l'oggetto viene appreso come estraneo al soggetto, perché in realtà esso è frutto di una produzione inconscia, che la coscienza non riconosce ancora come tale.
- La seconda epoca è invece caratterizzata dal sentimento di sé: l'Io scopre come le sue categorie di pensiero siano i prodotti della sua stessa attività, prendendo consapevolezza della propria produzione inconscia.
- Nella terza epoca l'Io si innalza al di sopra della conoscenza, costituita dalla corrispondenza tra forme inconsce della natura e forme consce del pensiero, per manifestare la sua spontaneità pura. In quest'ultima fase l'Io pone se stesso ed è essenzialmente volontà, non oggettivabile perché implica un superamento della stessa fase conoscitiva.

Nella Storia agisce e si attua questa volontà. Schelling vede la storia, come già la natura, in un'ottica finalistica, come una progressiva realizzazione del Soggetto trascendentale nell'assoluto; (trascendentale è un termine kantiano per indicare appunto l'attività del soggetto nel suo rapportarsi all'oggetto, attività che si produce nella coscienza critica del filosofare stesso). Ma la libertà dell'Io qui può apparire come arbitrio, perché la legge del dovere non è come la necessità naturale: l'Io può seguirla o non seguirla. E tuttavia la libertà non è qualcosa di irrazionale, ma piuttosto di sovra-razionale, poiché essa si attua nella volontà di scegliere la razionalità stessa dell'etica, divenendo condizione della sua realizzazione. Per cui la storia non è un seguito sconnesso di azioni puramente arbitrarie: essa è paragonata da Schelling a un dramma in cui Dio è autore e l'uomo l'attore che collabora all'invenzione del proprio ruolo.
Nell'agire etico così la filosofia pratica da un lato si avvicina progressivamente e indefinitamente all'assoluto, ma come già in Kant e Fichte, ha il limite di non poterlo realizzare compiutamente. Essa è una "dimostrazione" mai conclusa dell'assoluto, che come tale resta quindi ancora (seppure in forme via via minori) oggetto di fede.
A differenza di Fichte però, Schelling, recuperando l'idea kantiana del bello di natura, riconosce nel momento estetico dell'arte il punto in cui lo scarto tra idea e realtà, spirito e natura, attività conscia e inconscia, si annulla in maniera definitiva. Nell'arte agisce infatti quell'intuizione produttiva che la filosofia teoretica può solo riconoscere, ma non realizzare. L'azione estetica è paragonabile a una natura creatrice che obbedisce alle leggi che essa si dà. Il genio cioè non opera in vista di un fine esterno, ma l'unico scopo del suo operare è l'operare stesso; guidato da un'ispirazione profonda, che egli domina lasciandosene dominare, egli è consapevole e inconsapevole nello stesso tempo. L'artista nella sua attività creatrice realizza così l'unità di ideale e reale dopo che questi due, nella coscienza dell'uomo, sono stati separati. Per questo l'intelletto non può mai esaurire la comprensione dell'opera d'arte: essa infatti è un infinito, e non essendo finito non è oggettivabile. Solo con l'intuizione artistica la filosofia raggiunge il suo scopo, perciò l'arte è per Schelling l'organo principe della filosofia.
Con Schelling la teoria romantica dell'arte ha ricevuto così la sua più profonda teorizzazione. Presentando l'arte come manifestazione dell'assoluto in cui cogliere l'indifferenza degli opposti, Schelling è considerato il maggior esponente della corrente dell'Idealismo Estetico.

### La filosofia dell'identità assoluta

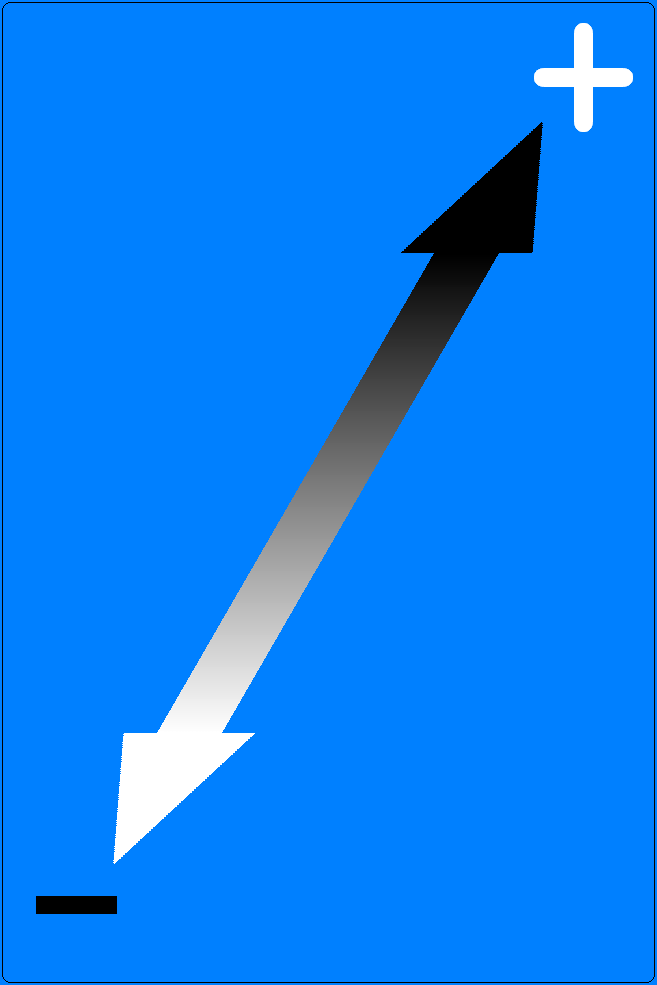
La polarità come potenza

A fronte delle obiezioni di Fichte, secondo cui dal punto di vista del soggetto e del filosofare critico non può sussistere il supposto parallelismo tra il procedere della filosofia della natura e il procedere dell'idealismo trascendentale (poiché, se dall'autocoscienza è possibile andare alla natura, il percorso che va dalla natura all'autocoscienza si comprende solo in quanto quest'ultima è già presupposta dalla stessa filosofia trascendentale), Schelling nell'Esposizione del mio sistema di filosofia del 1801 chiarisce di volersi porre non dal punto di vista del soggetto trascendentale, ma da quello dell'assoluto, nel quale la soggettività e l'oggettività sono coessenziali e hanno pari dignità ontologica.
Ora egli vuole partire così dal loro punto di unità e identità, nel quale la ragione non ha bisogno di uscire da se stessa e dalla propria visione unilaterale per attingere l'assoluto (com'era nella prospettiva limitata della coscienza critica trascendentale che doveva superarsi nella creazione artistica), ma si identifica immediatamente con l'assoluto stesso. Questa sua filosofia dell'identità vuole essere una "filosofia assoluta" perché identità non significa sintesi e nemmeno indifferenziazione, ma necessaria relazione e unità degli opposti: l'idealità cioè implica il reale e viceversa. Sono due poli dei quali l'uno è la potenza dell'altro.
Come spiega nel Bruno, dove emergono chiare ascendenze neoplatoniche, all'assoluto sono essenziali due momenti: l'identità e la differenza, o in altre parole, unità e opposizione. L'assoluto va cioè definito come l'identità di "identità e differenza". L'introduzione della differenza rende possibile la molteplicità. L'esplicazione dell'assoluto nell'infinita molteplicità dell'universo è necessaria proprio perché il momento della differenza è essenziale come quello dell'identità. Tale attività si dualizza così in una polarità di forze opposte, una positiva e una negativa ( + / - ), ma quella positiva (attrazione) la configura come Una, quella negativa (repulsione) la configura come molteplice e polarizzata, tale per cui ogni polo è a sua volta l'unione di un ' + ' e un ' - '. L'Uno si ritrova nei molti, e i molti sono infinite sfaccettature dell'Uno.
Nulla dunque si trova al di fuori dell'assoluto: esso è l'Uno e il Tutto. La natura è in Dio, e poiché ogni realtà è rispecchiamento dell'assoluto, il mondo è perfetto da sempre. Come mai però esso non ci appare affatto così, ma sottoposto alla temporalità e alla contingenza? Questo fatto viene spiegato da Schelling come la conseguenza di una conoscenza inadeguata e ancora allo stadio inconsapevole. Si tratta cioè di una semplice apparenza. Per spiegare come questo punto di vista inadeguato, tipico dell'uomo, sia potuto sorgere, in Filosofia e religione del 1804 egli risale all'assoluto: l'assoluto oggettivandosi pone l'assoluto oggettivato. Quest'ultimo, essendo a sua volta un assoluto (non potendo l'infinito essere logicamente diviso), può porsi in autonomia, ma così facendo perde il vincolo dell'unità fornito dall'assoluto originario e si disperde nella temporalità e nella contingenza. Schelling parla a questo proposito di caduta, introducendo nel sistema un momento di irrazionalità: questa caduta secondo Schelling è legata ad un atto di libertà umana, non spiegabile razionalmente perché essendo libero non è riconducibile a una necessità logica. Una simile lacerazione e dualità in potenza fornisce però una preziosa indicazione: l'universo schellinghiano non è mai esaurito dalla sola razionalità, il che lo colloca in prospettiva in un superamento dell'idealismo assoluto che troverà invece in Hegel il maggiore e definitivo interprete.
La "filosofia dell'identità assoluta" intendeva tuttavia proporsi in quegli anni come un'interpretazione estremamente statica dell'universo, cosa che venne alquanto contestata dall'amico Hegel: questi rimproverava a Schelling di aver in sostanza annullato la storicità e la molteplicità del divenire, annacquandone le diversità e le particolarità nell'unità indifferenziata dell'Assoluto, riducendo tutto a spirito; è rimasta celebre la definizione dell'idealismo estetico da parte di Hegel, che lo paragonò a «una notte in cui tutte le vacche sono nere».

## Il secondo Schelling

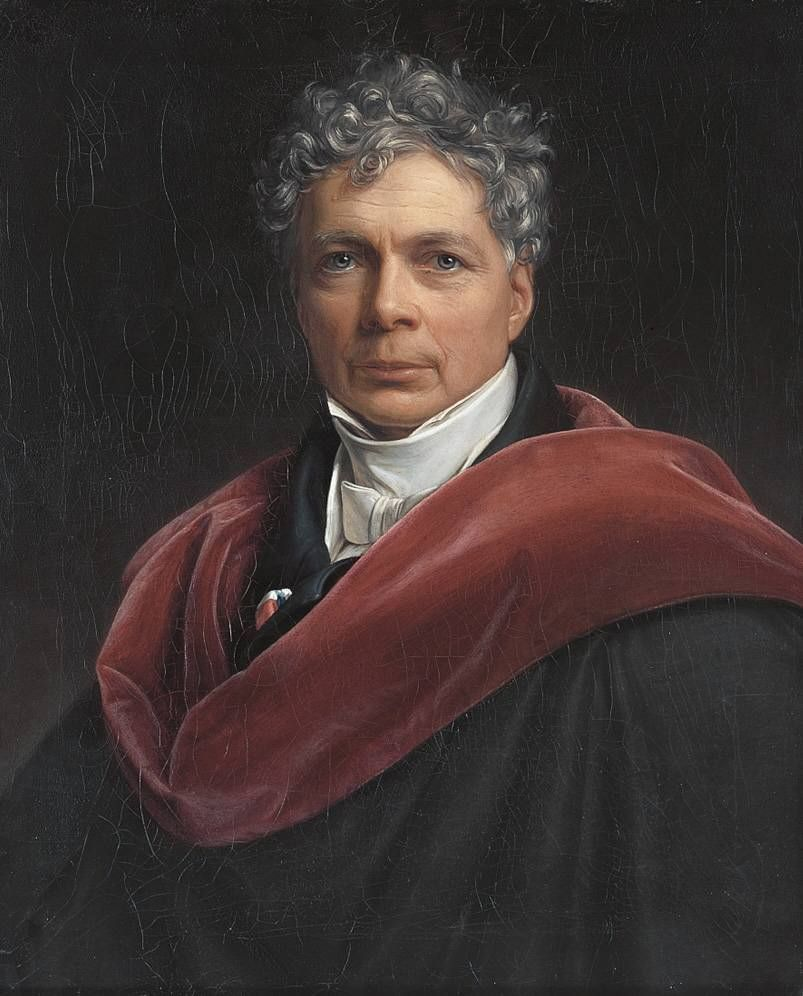
Friedrich Schelling

Assistendo al trionfo di Hegel, che aveva creduto di risolvere l'intera realtà e le sue contraddizioni nella Ragione assoluta, Schelling svilupperà in una fase più matura della sua vita una nuova filosofia, nello sforzo di confutare e superare il pensiero di Hegel e rispondere alle critiche mossegli dal suo ormai ex-amico. Egli reinterpreterà così l'idealismo tedesco non più nell'ottica hegeliana dell'immanentismo logico, ma riaffermando i valori della libertà e della trascendenza. Come già era successo al suo predecessore Fichte, egli si attesterà inoltre su posizioni sempre più vicine al Cristianesimo, quello cattolico in particolare.
L'inizio della seconda fase del pensiero di Schelling, detta anche «teosofica», è generalmente situato nel 1809, quando vengono pubblicate le sue Ricerche filosofiche sull'essenza della libertà umana. Riprendendo alcuni temi già elaborati dai mistici tedeschi, e in particolare da Jakob Böhme, Schelling ripercorre il problema già affrontato in precedenza di come far derivare la molteplicità dall'Uno indifferenziato. Per giustificare la presenza della diversità e della storicità, senza ridurle a semplici inganni e apparenze (che era l'accusa mossagli da Hegel), e per evitare al contempo la caduta in un dualismo insanabile in cui l'unità indistinta di Dio risulti contrapposta alla dispersione e mutevolezza del mondo, secondo Schelling occorrerà ammettere che la storia e il divenire abbiano in Dio stesso il loro fondamento.
Ciò è possibile solo se Dio viene inteso non come un essere statico, ma come un Dio vivo ed esistente, che accolga in sé la storia e la vita, tale per cui Egli non soltanto è, ma diviene. Rifacendosi al precedente bipolarismo spirito/natura, Schelling afferma che la Natura rappresenta l'aspetto oscuro e inconscio di Dio, un abisso profondo a partire dal quale però Dio emerge, rivelando se stesso come Persona e facendo trionfare la luce sull'oscurità. Le tenebre di per sé non sono un principio del male, ma piuttosto il fondamento attraverso il quale Dio si attua come causa sui, cioè causa di sé. È tuttavia in questo fondo oscuro che risiede la possibilità del male, che dunque non è un semplice non-essere, ma una potenzialità, che richiede di essere sconfitta.
Dio, scegliendo il bene, ha testimoniato la vittoria sulla morte, riconciliando e riunificando in sé la natura e lo Spirito, il fondamento e l'esistenza, in maniera definitiva; l'uomo invece, che è un Dio in divenire, dove tutto è ancora provvisorio, può decidere di separare i due princìpi opposti, lacerandone l'unità. Il male è dunque il risultato della libera volontà dell'uomo che ha scelto la strada della ribellione, mettendo in atto quella scissione che in Dio era presente in forma latente, seppure come possibilità già vinta. A causa dell'intrinseca irrazionalità del male, la sola ragione non è sufficiente per sconfiggerlo, ma è necessaria anche la fede. L'uomo, che è fatto a immagine di Dio, è un essere spirituale nel quale si mostra il Creatore, ma è un Dio caduto che all'unione ha preferito la via della discordia e della molteplicità. Il tentativo dell'uomo di ricucire la separazione tra il fondo oscuro della Natura e la luce della Ragione, è indice però non solo della sua natura peccaminosa, ma anche di quella divina. Nella caduta Schelling vede già implicita la redenzione.
In questo modo Schelling ha ottenuto tre risultati:
- ha dato vita, in maniera più decisa rispetto alla prima fase del suo pensiero, a una concezione di Dio come Persona e come Dio vivente, molto simile al cristianesimo;
- ha riconosciuto che il male non è soltanto negatività o privazione di essere come sosteneva l'agostinismo filosofico, ma possiede una sua positività, che però non è da intendersi neppure in forma manichea come assoluta contrapposizione al Bene;
- ha risposto alle accuse di Hegel escludendo ogni possibilità di intesa con il suo sistema e il suo panlogismo; la pretesa hegeliana di razionalizzare tutto non teneva conto infatti della presenza del male, che consiste proprio nell'impossibilità di trovare spiegazione ad ogni problema.

Questo non vuol dire che la filosofia non debba cercare in tutti i modi di penetrare il significato dell'irrazionale, compito che Schelling perseguirà fino alla fine.

### La filosofia positiva come filosofia dell'esistenza

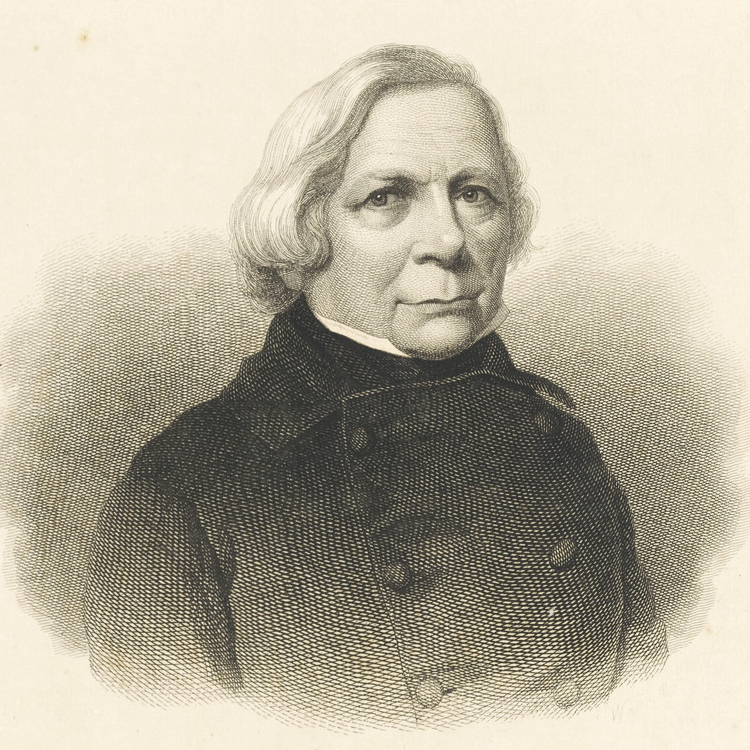
Ritratto di Schelling in età avanzata

L'ultima fase della filosofia schellinghiana, che giunse dopo un lungo periodo di silenzio, è denominata "filosofia positiva"; questa venne elaborata in due momenti successivi: dapprima con la Filosofia della mitologia, e quindi con la Filosofia della Rivelazione.
Secondo Schelling, se la mitologia viene colta nel suo lato essenziale e non giudicata a prima vista come un insieme di credenze antiche e superate, essa riesce a svelare i segni e le forme in cui si articola la storia umana. Mentre il pensiero logico rimane incapace di afferrare la particolarità e la concretezza della realtà in divenire, quello mitologico ne consente una conoscenza più appropriata. Il mito infatti è tautegorico, non allegorico, nel senso che non va spiegato sulla base di presunte verità ad esso pregresse, ma esprime solo se stesso come un nodo particolare di sviluppo del lungo e significativo cammino della coscienza umana.
Mentre però la mitologia non va oltre una concezione puramente naturalistica di Dio, la filosofia della Rivelazione, resa possibile dall'annuncio cristiano, riesce ad innalzarsi a una conoscenza di tipo soprannaturale. Per Schelling l'essenza del cristianesimo è data dalla sua natura intimamente storica, che si esprime in particolare nell'Incarnazione del Cristo. In ciò sta l'immenso valore della religione cristiana, il cui contenuto fondamentale non dev'essere ridotto, come voleva Hegel, a un insieme di precetti morali dettati dalla ragione, delle quali la vicenda umana di Gesù rappresenterebbe solo l'involucro esteriore: «Il contenuto fondamentale del Cristianesimo è appunto Cristo stesso, non ciò che Egli ha detto, ma ciò che Egli è, ciò che Egli ha fatto. Il Cristianesimo non è immediatamente una dottrina, esso è una realtà».
Una filosofia razionalistica come quella hegeliana avrebbe dovuto limitarsi a studiare l'essenza della realtà da un punto di vista logico-formale, senza pretendere di stabilirne l'esistenza, ossia il contenuto storico e sostanziale. Hegel invece ha avuto la presunzione di costruire un sistema sia razionale che storico. Ma questa è per Schelling una mistificazione: Hegel non ha operato nessuna conciliazione tra Ragione e Realtà, ha soltanto messo la ragione al posto del reale, non avendo voluto distinguere tra filosofia positiva e filosofia negativa, confondendole.
La filosofia negativa può stabilire soltanto le condizioni negative o necessarie (ma non sufficienti) perché qualcosa esista. Essa coglie il dato empirico su un piano concettuale, racchiudendolo in un sistema, senza potere in nessun modo farlo venire all'essere, dal momento che l'esistenza nasce da una volontà libera e irriducibile alla mera necessità razionale. Alla filosofia negativa è quindi affidato un compito importante, in vista però di qualcos'altro: essa cioè deve essere integrata da una filosofia positiva, dove anche gli eventi e la storia trovino una loro ragion d'essere.
La filosofia positiva rappresenta così l'aspetto complementare a quello puramente logico-negativo della filosofia. Essa si rende conto che il suo pensare è reso possibile da un Essere sovra-razionale da cui procede, ma poiché la ragione non lo può dedurre da sé in termini logici, ha per questo bisogno di una rivelazione da parte di Dio stesso. Per accoglierla la ragione deve sapersi aprire, con l'estasi, a un sapere trascendente posto fuori di sé, che diventa condizione del dato empirico e dell'esistenza. Si tratta di un sapere "positivo" perché rivelato direttamente da Dio e non per via negativa o indiretta. Gli autori a cui Schelling intende chiaramente rifarsi in quest'ultima fase del suo pensiero sono ancora una volta Plotino e i mistici neoplatonici.

## L'eredità
Per quasi tutto l'Ottocento Schelling venne interpretato alla luce di Hegel, come un momento determinante dello sviluppo dell'Idealismo che trovi il suo compimento nel pensiero hegeliano. Tale linea interpretativa tendeva a offuscarne le enormi differenze, e in particolare la sua seconda filosofia, che ebbe influenze profonde, anche se spesso sotterranee, nelle correnti anti-positiviste e anti-marxiste della seconda metà dell'Ottocento (parallelamente a Schopenhauer che da lui trasse spunto).
L'interesse che Schelling aveva suscitato con l'enunciazione della filosofia positiva era stato peraltro vivissimo; ad ascoltarla convennero tra gli altri Engels, Bakunin, e Kierkegaard, il quale ne recepì il richiamo all'esistenza, che per lui tuttavia sembrava non tradursi mai concretamente nella scoperta della singolarità dell'uomo. Influssi più o meno sotterranei sono rintracciabili anche nell'antroposofia di Steiner e nel sofianismo di Bulgakov, nonché nelle correnti estetiche decadentiste e nell'irrazionalismo di Nietzsche, sebbene Schelling non volesse fare dell'assoluto e dell'esistenza un fatto soltanto irrazionale e del tutto incomprensibile. Non si può trascurare neppure il rilievo dato da Schelling alla nozione di inconscio, contribuendo alla formazione del contesto culturale in cui sarebbe sorta la psicanalisi, e in particolare quella di Carl Gustav Jung. Dell'idealismo schellinghiano si nutrì inoltre il pensiero francese fino a permeare soprattutto la filosofia di Bergson.
La sua filosofia della natura e il concetto di persona sviluppato nell'ultimo periodo ebbe poi un influsso decisivo sull'antropologia filosofica di Max Scheler, e sull'ermeneutica di Luigi Pareyson. A Schelling si ispirò anche la filosofia esistenzialistica di Heidegger, Jaspers e Marcel. Sul piano teologico l'importanza di Schelling sta nell'aver recuperato la Rivelazione nella sua positività e storicità. La recente riscoperta dell'ultimo Schelling, infine, è stata conseguenza dello sforzo di superamento del pensiero di Hegel e di un'interpretazione dell'idealismo tedesco non più nell'ottica hegeliana.

## Opere
- Vom Ich als Prinzip der Philosophie oder über das Unbedingte im menschlichen Wissen (L'io come principio della Filosofia o sul fondamento della conoscenza umana), 1795
- Philosophische Briefe über Dogmatismus und Kritizismus (Lettere filosofiche su dogmatismo e criticismo), 1795-1796
- Abhandlungen zur Erläuterung des Idealismus der Wissenschaftslehre (Trattati per la chiarificazione dell'idealismo della Dottrina della scienza), 1796-1797
- Allgemeine Übersicht der neuesten philosophischen Literatur (Panorama della più recente letteratura filosofica), 1797
- Ideen zu einer Philosophie der Natur (Idee per una filosofia della natura), 1797
- Von der Weltseele (Sull'anima del mondo), 1798
- Erster Entwurf eines Systems der Naturphilosophie (Primo abbozzo di un sistema della Filosofia della Natura), 1799
- System des transcendentalen Idealismus (Sistema dell'idealismo trascendentale), 1800
- Allgemeine Deduktion des dynamischen Prozesses (Deduzione generale del processo dinamico), 1800
- Darstellung meines Systems der Philosophie (Esposizione del mio sistema di filosofia), 1801
- Bruno, oder das göttliche und natürliche Prinzip der Dinge (Bruno, ovvero il principio divino e naturale delle cose), 1802
- Philosophie der Kunst (Filosofia dell'arte), lezioni del 1802-1803
- Philosophie und Religion (Filosofia e religione), 1804
- System der gesammten Philosophie und der Naturphilosophie insbesondere (Sistema dell'intera filosofia e della Filosofia della Natura in particolare), 1804
- Philosophische Untersuchungen über das Wesen der menschlichen Freiheit (Ricerche filosofiche sull'essenza della libertà umana), 1809
- Die Weltalter (Le età del mondo),[5] 1811: ci sono varie versioni di questo testo rimasto incompiuto
- Ueber die Gottheiten zu Samothrake (Le divinità di Samotracia), 1815
- Lehrstunden der Philosophie (Lezioni monachesi sulla filosofia moderna),[7] lezioni del 1827-1830
- Philosophie der Mythologie (Filosofia della mitologia), lezioni del 1842
- Philosophie der Offenbarung (Filosofia della rivelazione), lezioni del 1854

### Traduzioni in italiano
- Lettere filosofiche su dommatismo e criticismo: nuova edizione del diritto naturale, Firenze, Sansoni, 1958 (nuova edizione Roma-Bari, Laterza, 1995) .
- Sistema dell'idealismo trascendentale, trad. it. di Giuseppe Semerari, Bari, Laterza, 1965.
- L'empirismo filosofico e altri scritti, Firenze, La Nuova Italia, 1967.
- Esposizione del mio sistema filosofico, Bari, Laterza, 1969.
- Filosofia della rivelazione, Bologna, Zanichelli, 1972.
- Scritti sulla filosofia, la religione, la libertà, Milano, Mursia, 1974.
- J. G. Fichte, F. W. J. Schelling, Carteggio e scritti polemici, Napoli, Prisimi, 1986.
- Filosofia dll'arte, Napoli, Prisimi, 1986.
- Lezioni sul metodo dello studio accademico, Napoli, Guida, 1989.
- Primo abbozzo di un sistema di filosofia della natura, Roma, Cadmo, 1989.
- Filosofia della mitologia, Milano, Murisa, 1990.
- Propedeutica della filosofia, Pisa ETS, 1990.
- Dell'Io come principio della filosofia, Napoli, Cronoprio, 1991.
- Jacob Grimm, Friedrich Wilhelm Joseph Schelling, Sull'origine del linguaggio, Ferrara, Gallio, 1991.
- Le età del mondo, Napoli, Guida, 1991.
- Aforismi sulla filosofia della natura, Milano, Egea, 1992.
- Timaeus (1794), Milano, Guerini e Associati, 1995.
- Criticismo e idealismo: rassegna generale della letteratura filosofica più recente, Roma-Bari, Laterza, 1996.
- Filosofia della rivelazione (secondo l'edizione postuma del 1858 curata da Karl Friedrich August Schelling), Milano, Rusconi, 1997.
- Ricerche filosofiche sull'essenza della libertà umana, e gli oggetti che vi sono connessi, Milano, Guerini e Associati, 1997.
- Sistema dell'idealismo trascendentale, trad. it. di Guido Boffi, Milano, 1997.
- Filosofia della mitologia: introduzione storico-critica. Lezioni (1842), Milano, Guerini e Associati, 1998.
- Bruno ovvero sul principio divino e naturale delle cose: un dialogo, Firenze, Olschki, 2000.
- Filosofia della natura e dell'identità: scritti del 1802,  Milano, Guerini e Associati, 2002.
- Introduzione filosofica alla filosofia della mitologia, Milano, Bompiani, 2002.
- Le arti figurative e la natura, Palermo, Aesthetica, 2003.
- Sulla possibilità di una forma della filosofia in generale, Roma, Edizioni di storia e letteratura, 2005.
- Sui miti: le saghe storiche e i filosofemi del mondo antichissimo, Sesto San Giovanni, Mimesis, 2009.
- Esposizione del processo della natura, Milano-Udine, Mimesis, 2012.
- Lezioni di Stoccarda, Napoli-Salerno, Orthotes, 2013.
- Sistema dell'intera filosofia e della filosofia della natura in particolare, Torino, Accademia University Press, 2013.
- Le età del mondo: redazioni 1811, 1813, 1815/17, Milano, Bompiani, 2013.
- L'anima del mondo: un'ipotesi di fisica superiore per la spiegazione dell'organismo universale, Milano-Udine, Mimesis, 2014.
- Sui principi sommi; Filosofia della rivelazione 1841/42, Milano, Bompiani, 2016.
- Filosofia dell'arte, Brescia, Morcellaiana, 2022.
- Sullo spirito della filosofia platonica; Il "Timeo" di Platone: commento manoscritto (1794), Milano, Mimesis, 2022.